# Paralimnophila shewani
Paralimnophila shewani är en tvåvingeart som först beskrevs av Alexander 1929.  Paralimnophila shewani ingår i släktet Paralimnophila och familjen småharkrankar. Inga underarter finns listade i Catalogue of Life.